# Hirohito
Hirohito (裕仁 en kanji, Tòquio, 29 d'abril de 1901 - Tòquio, 7 de gener de 1989) va ser el 124è emperador del Japó d'acord amb l'orde tradicional de successió, regnant entre 1926 i 1989. En total, va ocupar el tron seixanta-tres anys, el període més llarg en la història nipona. Va ser succeït pel seu fill més gran, Akihito. Al Japó, se l'anomena normalment pel seu nom pòstum, Emperador Shôwa (昭和天皇 Shōwa-tennō), fent referència al nom de l'era del seu regnat. El nom Hirohito significa benevolència abundant.
Al començament del seu regnat, el Japó ja era una de les grans potències: la novena economia més gran del món, el tercer poder naval més gran, i un dels quatre membres permanents del consell de la Societat de Nacions. Va ser el cap d'estat sota la constitució Meiji, durant l'expansió imperial i militar japonesa i la posterior participació del país en la Segona Guerra Mundial. Després de la rendició del Japó cap al final del conflicte, no va ser perseguit per crims de guerra com ho van ser altres líders. El seu grau d'intervenció en les decisions militars encara és un tema controvertit entre els historiadors. Durant la postguerra, va esdevenir el símbol del nou estat sota la nova constitució i la recuperació del Japó, i cap al final del seu regnat, la nació havia emergit com la segona economiae del món.

## Primers anys

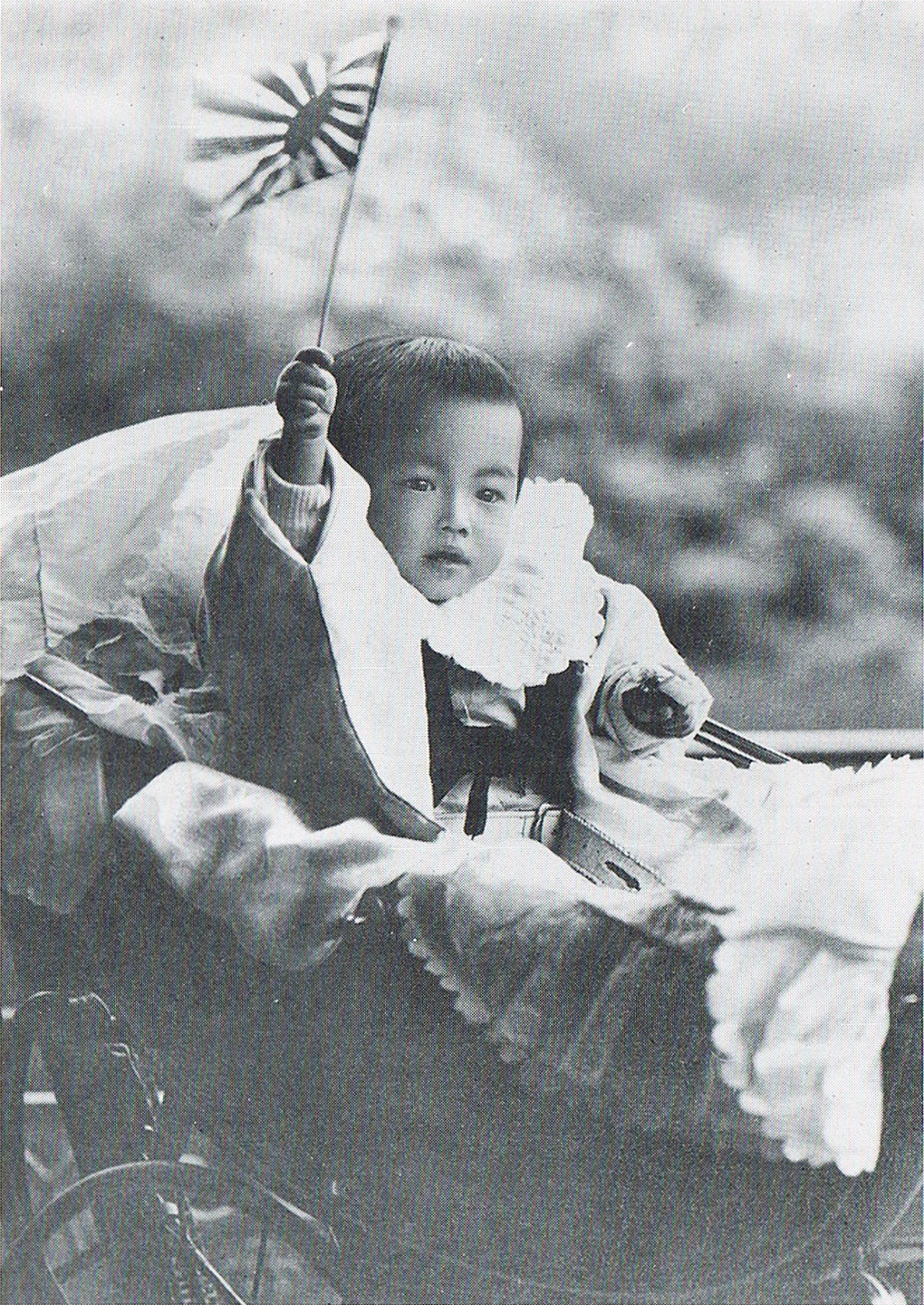
El príncep Hiroito el 1902.

Nascut al Palau d'Aoyama, a Tòquio, durant el regnat del seu avi, l'emperador Meiji, Hirohito va ser el primer fill del príncep Yoshihito (el futur emperador Taishō) i la princesa Sadako (la futura emperadriu Teimei). Va ser el net de l'emperador Meiji i la seva concubina, Yanagihara Naruko. El seu títol durant la infància va ser príncep Michi (迪宮 Michi no miya). En el setantè dia després del seu naixement, Hirohito va ser eliminat de la cort i va passar a càrrec de la família del comte Kawamura Sumiyoshi, qui el va criar com si fos el seu propi net. Quan va complir els tres anys, ell i el seu germà Chichibu van ser retornats a la cort imperial després de la mort de Kawamura.

## Biografia
Va ingressar a l'escola Gakushin, des de 1908 a 1914, i després va continuar en un institut especial només per al príncep hereu, des de 1914 a 1921. A la mort del seu avi l'emperador Meiji i la subsegüent ascensió al tron del seu pare Yoshihito esdevingué príncep hereu, condició que li fou reconeguda per la Dieta el 2 de novembre de 1916. Un cop acabats els estudis va esdevenir el primer príncep a sortir del Japó, en un viatge a Europa. Durant sis mesos va visitar Anglaterra, França, Itàlia, Bèlgica, Països Baixos i el Vaticà. Al seu retorn, a conseqüència de la malaltia mental que patia el seu pare, el 27 de novembre de 1921 fou proclamat regent de l'imperi.
El 1924 es casa amb Kuni Nagako, filla del príncep Kuni Kuniyoshi. Van tenir 7 fills, entre ells Akihito, nascut el 1933, que és l'actual emperador. El 1926, després de la mort del seu pare Yoshihito, va ascendir el tron i proclamà l'inici de l'era Shōwa (Pau Il·lustrada), nom amb el qual seria conegut un cop mort (al Japó, els emperadors en vida no tenen nom).
Va ser el primer emperador en segles la mare biològica del qual era l'esposa oficial de l'anterior emperador.

## Política
L'any 1933 va abandonar la Societat de Nacions, predecessora de l'Organització de les Nacions Unides (ONU).

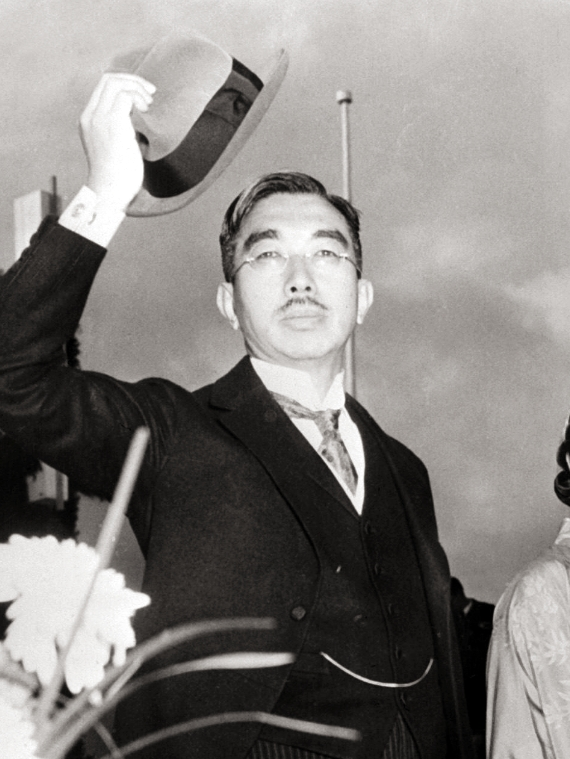
Hiroito el 1946.

Històricament s'ha considerat la figura de l'emperador com a aliena al desencadenament de la Segona Guerra Sinojaponesa contra República Popular de la Xina i la participació de l'Imperi en la Segona Guerra Mundial contra els Estats Units, encara que el fet que és considerat com una divinitat fa que molts historiadors orientals el vegin com el Hitler d'Àsia.
Durant els anys posteriors a la mort de Hirohito van sortir a la llum molts diaris i documents que suggereixen que Hirohito sí que va tenir una política activa en la participació del Japó en la Segona Guerra Mundial. Aquests documents van crear molta controvèrsia al país nipó. Fins i tot algun historiador assegura que el mateix emperador va signar l'ordre d'entrar a la guerra. Concretament l'1 de desembre de 1941, en una Conferència Imperial celebrada a Tòquio, Hirohito va donar el seu vistiplau a iniciar la guerra. Així doncs, el 8 de desembre de 1941 (7 de desembre a Hawaii), Japó ataca Pearl Harbor i simultàniament el sud-est asiàtic.
Japó perd finalment la guerra, i el 15 d'agost de 1945 després del bombardeig nuclear i l'entrada de la Unió Soviètica a la guerra, Hirohito anuncia per ràdio la rendició. A pesar que molts el volien veure assegut en un tribunal com a criminal de guerra, el general Douglas McArthur va decidir conservar Hirohito com a emperador, per donar un símbol de continuïtat i cohesió al poble. L'emperador va rebre la immunitat, però va ser obligat a renunciar al seu estatus diví que tenia des de 1889. La sobirania imperial va ser transformada a monarquia constitucional el 1946.

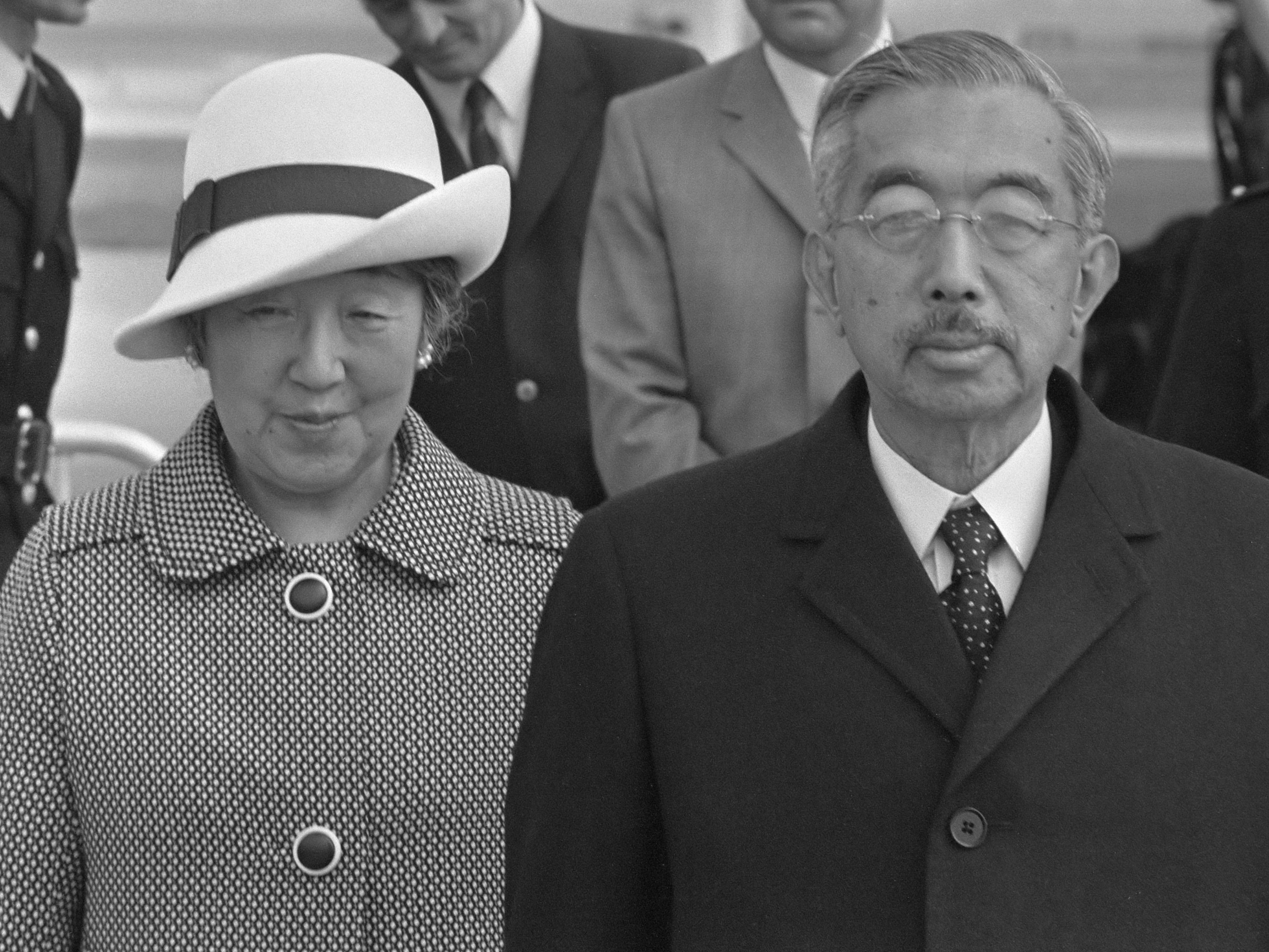
Hirohito i l'emperadriu Nagako el 1971.

Després de la guerra, i fins a la seva mort, Hirohito no va jugar cap paper polític real al Japó, igual que passa amb el seu fill Akihito, emperador després de la mort del seu pare. Al llarg de la seva vida, es va interessar molt en biologia marina, i en va publicar nombrosos treballs. Va morir a Tòquio el 7 de gener de 1989

## Arahitogami
Arahitogami —現人神 (japonès)— és una paraula japonesa, que vol dir un déu que és ésser humà. Aquesta paraula apareixia per primera vegada en el Kojiki, però s'assumeix que ja era utilitzada abans que s'edités aquest llibre. Aquesta paraula és coneguda pel seu ús en el Japó previ a 1945, abans del final de la Segona Guerra Mundial. En aquella època l'Estat Shinto (Kokka Shintō) va emprar aquesta paraula per a definir a l'Emperador Hirohito i imposà al poble japonès l'obediència absoluta i la lleialtat a l'Emperador com un déu. Passada la Segona Guerra Mundial, el mateix Hirohito va renunciar a aquesta concepció, adduint que la seva relació amb la gent no ha de romandre en una idea mitològica de tal naturalesa, sinó en una dependència històrica familiar.

## Qüestió de la responsabilitat personal de l'emperador
Moltes persones a la Xina, Corea i el sud-est asiàtic creuen que Hirohito té la responsabilitat més gran de les atrocitats comeses per l'exèrcit imperial a Àsia durant la Segona Guerra Mundial i que, juntament amb molts membres de la família imperial, hauria d'haver estat jutjat per crims de guerra. Per tant, aquesta família encara és vista amb hostilitat per molts habitants dels països ocupats pels japonesos durant la guerra.
La qüestió crucial és el poder real exercit per l'emperador sobre l'exèrcit japonès durant la guerra. La versió més acceptada al Japó i Occident fins als anys noranta el presenta com un espectador impotent en l'àmbit polític, marginat per un estat major militar totpoderós i polítics bel·licistes.

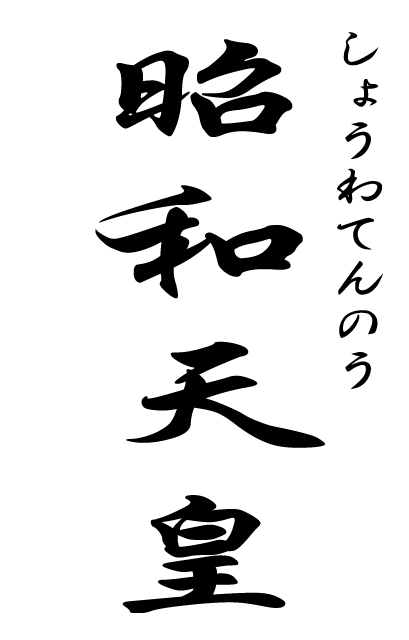
Cal·ligrafia de Shōwa Tennō.

El debat sobre el paper efectiu de l'emperador va ser eludit al final de la guerra perquè el general MacArthur, governador suprem de les forces aliades, volia no només preservar la institució imperial com a símbol i garant de la cohesió del país sinó encara més assegurar la dòcil col·laboració de la persona imperial. Deixant de banda la pressió de molts dignataris japonesos i membres de la família imperial, com els prínceps Takamatsu, Mikasa i Higashikuni, que volien que l'emperador abdiqués i establissin una regència, es va negar a acusar i fins i tot a escoltar l'emperador als judicis de Tòquio. Per tal de protegir el millor possible aquest darrer, aquesta exempció es va estendre a tots els membres de la seva família. A partir de 1954, els successius governs japonesos van impulsar la difusió d'una imatge oficial d'un emperador aïllat, oposant-se sense èxit a la camarilla militarista.
Aquesta visió de les coses, però, ha estat sacsejada des de la dècada del 1990 per l'anàlisi dels arxius japonesos, incloent en particular els documents escrits pel general Sugiyama, el príncep Konoe, el príncep Takamatsu i el guardià dels segells Kido. El redescobriment de l'obra monumental de l'historiador Shirō Hara, antic membre de l'exèrcit imperial, publicat en cinc volums el 1973 i el 74 sota el títol Daihon'ei senshi, també va contribuir a aquesta revisió.
Aquests arxius demostren una implicació directa i sostinguda de l'emperador, no només en la gestió dels afers de l'estat, sinó també en la direcció de la guerra. Segons historiadors com Akira Fujiwara, Akira Yamada, Peter Wetzler i Herbert P. Bix, l'emperador no era un bel·licista, ni molt menys un pacifista, sinó essencialment un oportunista que governava col·legialment. D'acord amb la tradició, totes les decisions importants van ser ponderades per l'estat major i el Consell de Ministres i sotmeses després a l'aprovació de l'emperador.
Els anys clau del regnat de l'emperador Shōwa (1926–1945) van veure la creixent influència dels expansionistes colonials que volien fer del Japó l'igual de les grans potències occidentals. L'emperador, inicialment reticent, es va deixar anar convencent i va avalar una política agressiva que portaria a la invasió de Manxúria el 1931, després de la resta de la Xina el 1937 (anomenada Segona Guerra Sinojaponesa) així com una aliança amb la Itàlia feixista i l'Alemanya nazi (Tripartida i el Sud-est asiàtic que van ocupar la Segona Guerra Mundial).
Aquest moviment també va donar lloc a una ideologia nacionalista segons la qual Japó era una nació dirigida pel descendent de la deessa Amaterasu Omikami i feta dominar als seus veïns. Des de principis dels anys 30, ideòlegs com Sadao Araki, ministre d'Educació el 1938 i el 1939, van intentar revitalitzar la doctrina tradicional de Hakkō ichiu (vuit cantonades sota un mateix sostre), i convertir-la en el nucli d'una Restauració Showa. Els principis fonamentals d'aquesta doctrina sostenen que el Japó és el centre del món i governat per un ésser diví i que el poble japonès, protegit pels kami, és superior als altres. Per tant, la missió divina del Japó és unir els vuit racons del món sota un mateix sostre. Polítics com el primer ministre Fumimaro Konoe van ordenar la distribució, especialment a les escoles, de pamflets com Kokutai no hongi (els fonaments de la política nacional) que recollia aquests principis. Aquesta concepció de la superioritat japonesa va tenir profundes repercussions durant la guerra. Així, les ordres dels quarters generals imperials utilitzaven sovint el terme kichibu (bestiar) per descriure els Aliats, un menyspreu que segons alguns autors fomentava la violència contra els presoners, donant lloc a la pràctica del canibalisme .
Amb el pas dels anys, Hirohito esdevingué cada cop més directiu i intervencionista, sobretot a través del Quarter General Imperial, establert l’octubre 1937. Mentre que l’Exèrcit Imperial i la Marina Imperial havien tingut dret de veto sobre la constitució dels gabinets des de 1900, l'emperador va imposar unilateralment les seves eleccions a partir de 1939. Després de 1945, en el marc de la lluita americana contra el comunisme, que requeria el manteniment de l'Imperi, es va concedir la impunitat a la majoria dels criminals de guerra japonesos, així com al mateix emperador Hirohito, que era plenament conscient dels crims,

## Família

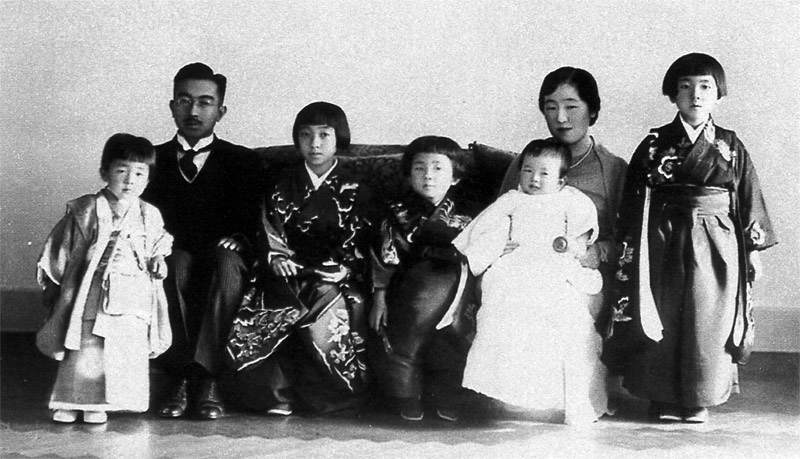
La família imperial el 1936. Des de l'esquerra. a d: el príncep Akihito de Tsugu (futur emperador), l'emperador Hirohito, la princesa Shigeko Higashikuni, la princesa Atsuko de Yori, el príncep Masahito de Yoshi (futur príncep d'Hitachi) a la falda de l'emperadriu Nagako i la princesa Kazuko de Taka.

Hirohito es va casar amb la princesa Nagako de Kuni (久邇宮 良子 女王, Kuni-no-miya Nagako Joō) el 26 gener de 1924, filla gran del príncep Kuniyoshi Kuni, membre d'una branca petita de la família imperial, més coneguda des de la seva mort com a Emperatriu Kōjun. Van tenir set fills junts (5 noies i 2 nens):
- La princesa Shigeko de Teru (照宮 成子, Teru-no-miya Shigeko, 9 desembre 1925-23 juliol 1961), que es va casar el 10 d'octubre de 1943 amb el príncep Morihiro d'Higashikuni (alhora net de l'emperador Meiji per la mare i cosí germà de l'emperadriu Nagako). La constitució de 1947 no sols exclou a la princesa Shigeko, ara anomenada simplement Shigeko Higashikuni, de la família imperial, sinó que a més retira tots els seus títols i béns nobiliaris al príncep Morihiro.
- La princesa Sachiko de Hisa (久宮 祐子, Hisa-no-miya Sachiko, 10 setembre 1927-8 març 1928)
- La Princesa Kazuko Takatsukasa (孝宮 和子, Taka-no-miya Kazuko, 30 setembre 1929-28 maig 1989), que es va casar el 20 de maig de 1950 amb Toshimichi Takatsukasa (1923-1966), pertanyent al clan aristocràtic de Takatsukasa (la mateixa branca imperial de Fujiwara), va abandonar el mateix dia a la seva família Takatsukasa.
- La princesa Atsuko Ikeda (順宮 厚子, Yori-no-miya Atsuko, nascuda el 7 març 1931), que va perdre la seva condició de princesa imperial després del seu matrimoni el 10 d'octubre de 1952 amb Takamasa Ikeda, fill d'un antic marquès i nascut de l'antic clan Ikeda (petita del clan Minamoto), que va governar. Des de llavors és coneguda com Atsuko Ikeda.
- El príncep Akihito de Tsugu (継宮 明仁, Tsugu-no-miya Akihito, nascut el 23 desembre 1933) emperador del Japó de la mort del seu pare en la seva abdicació, el 30 d’abril de 2019, i després emperador emèrit.[6]
- El Príncep Masahito de Yoshi (義宮 正仁, Yoshi-no-miya Masahito, nascut el 28 novembre 1935), que va fundar la seva pròpia casa de la família imperial després del seu matrimoni l'1 d'octubre de 1964 amb Hanako Tsugaru (també nascuda d'una antiga família aristocràtica) i des de llavors titulitzat príncep de Hitachi (常陸宮, Hitachi-no-miya) (revocació)). Actualment ocupa el tercer lloc en l'ordre de successió en el tron del Japó.
- La Princesa Takako de Suga (清宮 貴子, Suga-no-miya Takako, nascuda el 3 març 1939) que va abandonar la família imperial el 3 de març de 1960}} a conseqüència del seu matrimoni amb Hisanaga Shimazu (fill del comte Hisanori Shimazu, del clan Shimazu que regnava en la finca de Satsuma a l'illa des del segle xvi.

## En les arts i la cultura popular

### Filmografia
La representació de l'emperador Hirohito al cinema japonès és un tema que pateix una forma de censura tàcita dins la societat, no acceptant caricaturizar-lo ni representar la seva responsabilitat durant la guerra. Durant l’ocupació estatunidenca del Japó, el Destacament de censura civil va prohibir la crítica cinematogràfica de 33 temes, incloses les referències a l'emperador. A més, interpretar el paper de l'emperador en una pel·lícula es considerava un tabú.

#### cinema
- 1943:
  - Bury the Axis de Lou Bunin; interpretat per un titella.
  - Der Fuehrer's Face de Jack Kinney, actor sense acreditar.
  - Seein' Red, White 'N' Blue de Dan Gordon i Jim Tyer, actor sense acreditar.
- 1967: Japan's Longest Day de Masato Harada, interpretat per Matsumoto Kōshirō VIII 1967:
- 2005: El sol d’Aleksandr Sokúrov, interpretat per Issei Ogata.
- 2012: Crims de guerra de Peter Webber, interpretat per Takatarô Kataoka.
- 2015: L’emperador a l’agost de Masato Harada, interpretat per Masahiro Motoki.
- 2019: Midway de Roland Emmerich, interpretat per Hiroaki Shintani.

### Televisió

#### Documental
- 2009: Japó, l'emperador i l'exèrcit de Kenichi Watanabe.

#### Televisió
- 1995: Hiroshima’‘ de Koreyoshi Kurahara i Roger Spottiswoode, interpretat per Naohiko Umewaka.